# خیابان (مجموعه تلویزیونی)
خیابان (انگلیسی: The Street) نام یک مجموعه تلویزیونی بریتانیایی است.

## بازیگران
| - Alexandra Pearson در نقش Katy Quinn - تیموتی اسپال در نقش Eddie McEvoy - Ger Ryan در نقش Margie McEvoy - جیم برودبنت در نقش Stan McDermott - سو جانستون در نقش Brenda McDermott - نیل دادجن در نقش Brian Peterson - Lindsey Coulson در نقش Ann Paterson - Sacha Parkinson در نقش Shannon Peterson - Lee Battle در نقش Connor Peterson - Jody Latham در نقش Billy Roberts - دیوید اسکوفیلد (هنرپیشه) در نقش John Roberts - Christine Bottomley در نقش Yvonne O'Neill - لی اینگلبای در نقش Sean O'Neill - جوآن فروگات در نقش Kerry O'Neill - Bronagh Gallagher در نقش Mary Jennerson - جین هرکس در نقش Angela Quinn - Matthew Marsh در نقش Bob Hewitt - Steve Marsh در نقش Duffy - لیز وایت در نقش Eileen Harper - Jamiu Adebiyi در نقش Ojo Asemi - Jessica Hall در نقش Laura Hammond - Claire Hackett در نقش Rachel Marsden | - Mark Benton در نقش Wayne Taylor - ملانی هیل در نقش Val Taylor - Michael Taylor در نقش Damien Wood - وینسنت رگان در نقش Charlie Morgan - Julia Ford در نقش Roz Morgan - ویل ملور در نقش Tom Dixon - Kieran Bew در نقش Gary Parr - جینا مک‌کی در نقش Jan Parr - Lorcan Cranitch در نقش Danny Parr - مت اسمیت در نقش Ian Hanley - Oliver Stokes در نقش Lee Hanley - Lorraine Ashbourne در نقش Cath Hanley - تیموتی اسپال در نقش Eddie McEvoy - Ger Ryan در نقش Margie McEvoy - Matthew Marsh در نقش Bob Hewitt - کیم تامسون در نقش Pat Tinsey - دیوید تیولیس در نقش Harry and Joe Jennerson - Bronagh Gallagher در نقش Mary Jennerson - June Watson در نقش Maggie Jennerson - توبی کبل در نقش Paul Billerton - Robyn Addison در نقش Kirsty Blackwell - دین اندروز در نقش Cleggy - جودی می در نقش Jean Arthur - جک دیم در نقش Kevin Arthur | - باب هاسکینز در نقش Paddy Gargan - فرانسس باربر در نقش Lizzie Gargan - لیام کانینگهام در نقش Thomas Miller - آنا فریل در نقش Dee Purnell - دنیل میز در نقش Mark Raveley - دیوید بردلی در نقش Joe Raveley - یوناس آرمسترانگ در نقش Nick Calshaw - شیوون فینران در نقش Kim Calshaw - Ian Puleston-Davies در نقش Alan Calshaw - امیلی بیچام در نقش Gemma Robinson - جوزف ماول در نقش Kieran Corrigan - یولیا کرینکه در نقش Olenka Danczuk - Steve Marsh در نقش Duffy - استیون گراهام در نقش Shay Ryan - ماکسین پیک در نقش Madeleine Collins - تیموتی اسپال در نقش Eddie McEvoy - Ger Ryan در نقش Margie McEvoy - Ruth Jones در نقش Sandra Lucas - Daniel Rigby در نقش David Walsh - Ted Robbins در نقش Ken Jones - Nick Fraser در نقش Deano Jackson |